# Guanoalca
Guanoalca o Huenualca, (? - 1590) fue un toqui mapuche elegido en 1586, tras la muerte en batalla del toqui anterior Cadeguala, que murió en un duelo con el comandante de la guarnición de la fortaleza española en Purén en 1586.

## Biografía
Regresó a continuar el asedio y obligó a los españoles a evactuar la fortaleza, que luego destruirá.
Después dirigió su ejército contra la fortaleza española recién construida en las alturas de Marihueñu, pero resultó demasiado fuerte para ser atacada con lo que desvió entonces sus ataques contra el Fuerte del Espíritu Santo del Catiray, en el valle de Catirai junto a los ríos Tavolevo y Río Bío Bío y contra la Fortaleza de la Santísima Trinidad en la orilla opuesta. El gobernador Alonso de Sotomayor, evacuará Trinidad en 1591.
Mientras regía este Toqui, en el sur, cerca de Villa Rica, la líder femenina del pueblo mapuche Janequeo, condujo a mapuches y pehuenches a la lucha contra los españoles.

## Muerte
El anciano Toqui Guanoalca murió a finales de 1590, y en 1591, Quintuguenu, fue su sucesor.
| Predecesor: Cadeguala | Toqui (Jefe Militar) 1587-1590 | Sucesor: Quintuguenu |